# Name dropping

Le name dropping (littéralement « lâcher de noms ») est une figure de style consistant à citer des noms connus, notamment de personnes ou d'institutions, pour tenter d'impressionner, selon le cas, ses interlocuteurs, auditeurs, lecteurs ou spectateurs. 
Cette pratique se rencontre également avec l'étalage de titres d'ouvrages — en anglais title dropping — ou de marques commerciales (brand-name dropping).

## Traductions
En français, on parle plutôt d'« émailler de noms célèbres » sa conversation, ses écrits, de « faire allusion à des personnes connues », de « balancer des noms connus » ou de « faire étalage de ses relations ».

## Présentation

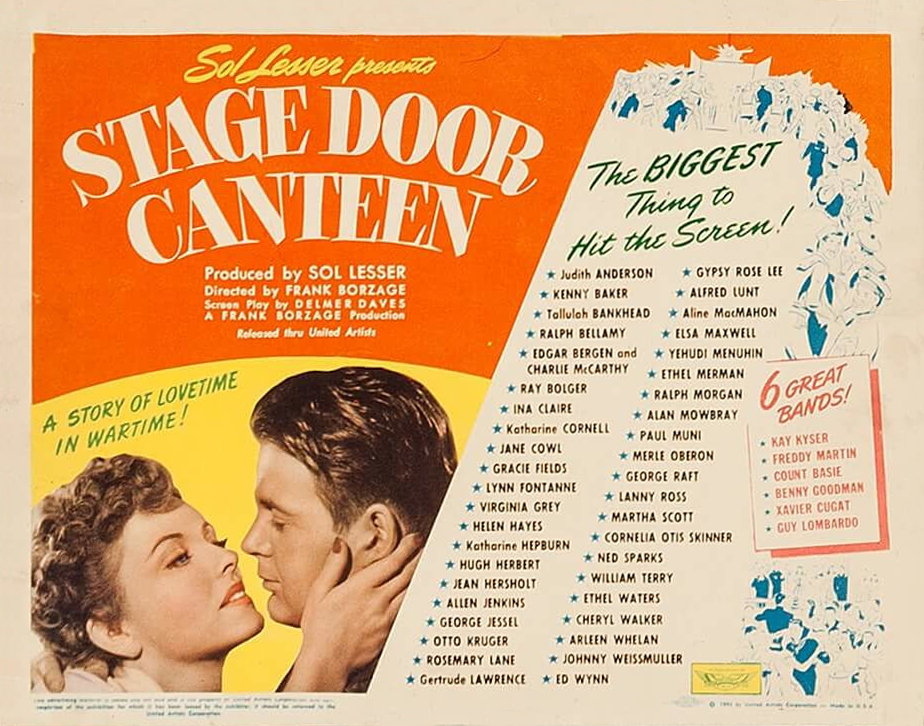
Liste de comédiens et de musiciens célèbres sur la photo d'exploitation (lobby card) du film américain Stage Door Canteen de 1943.

L'essayiste américain Joseph Epstein (écrivain) (en) donne la définition suivante du name dropping : « Le name dropping consiste à se servir de la magie qui émane du nom de célébrités pour asseoir sa propre supériorité tout en amenant son voisin à prendre conscience de la terne existence qu'il mène. Le name dropping est une composante du snobisme et l'une des missions du snob est d'encourager chez autrui un sentiment, même vague, d'inutilité ».
Ce procédé a souvent une connotation péjorative ou sarcastique car il est perçu comme la tentative d'impressionner les interlocuteurs. S'il est utilisé dans un raisonnement logique, le name dropping peut être considéré comme un argument d'autorité.